# 美登赫 (英國國會選區)
梅登黑德（英語：Maidenhead），英國國會一郡選區，包括英格蘭東南部伯克郡溫莎-梅登黑德的北部和沃金厄姆區的北部。始設於1997年。保守黨的前英國首相文翠珊（Theresa May）曾在2010年大選中以59.5%選票勝出該區成功連任。文翠珊於2024年5月辭去議員職位且宣布不參與2024年大選，正式從國會退休，該選區也被自由民主黨接手。